# Glishorn
Glishorn är en bergstopp i Schweiz.   Den ligger i distriktet Brig och kantonen Valais, i den södra delen av landet, 80 km sydost om huvudstaden Bern. Toppen på Glishorn är 2 525 meter över havet, eller 53 meter över den omgivande terrängen. Bredden vid basen är 0,39 km.
Terrängen runt Glishorn är huvudsakligen mycket bergig. Närmaste större samhälle är Brig, 3,7 km norr om Glishorn. 
I omgivningarna runt Glishorn växer i huvudsak blandskog. Runt Glishorn är det mycket glesbefolkat, med 7 invånare per kvadratkilometer.